# 광탄역
광탄역(廣灘驛)은 조선민주주의인민공화국 황해북도 은파군 양동리에 위치한 황해선의 철도역이었다.

## 연혁
- 1919년 5월 20일 황해선 상해역- 석탄역 - 내토역 구간 개통
- 1958년 : 황해청년선 전구간 개궤에 따라 삼강역- 신원역 구간이 폐지되어 폐역.